# Brachymenium didymodontium
Brachymenium didymodontium là một loài rêu trong họ Bryaceae. Loài này được Mitt. A. Jaeger mô tả khoa học đầu tiên năm 1875.